# Psaliodes nivestrota
Psaliodes nivestrota là một loài bướm đêm trong họ Geometridae.